# Liberty Avenue (metropolitana di New York)
Liberty Avenue è una fermata della metropolitana di New York, situata sulla linea IND Fulton Street. Nel 2015 è stata utilizzata da 858 554 passeggeri.
È servita dalle linee A Eighth Avenue Express, attiva solo di notte, e C Eighth Avenue Local, sempre attiva tranne di notte.